# Padasari (Jatinegara)
Padasari is een bestuurslaag in het regentschap Tegal van de provincie Midden-Java, Indonesië. Padasari telt 4053 inwoners (volkstelling 2010).